# ヴェリコ・ペトコビッチ
ヴェリコ・ペトコヴィッチ（セルビア語: Вељко Петковић、1977年1月23日 - ）は、セルビアの元男子バレーボール選手。元ユーゴスラビア代表。

## 来歴
ユーゴスラビアリーグのヴォイヴォディナ・ノヴィサドでの活躍が評価され、ユーゴスラビア代表のセッターに選出される。1998年世界選手権に出場し、銀メダルを獲得、2000年シドニーオリンピックでは金メダルを獲得した。
ナショナルチームには不動のセッター・ニコラ・グルビッチがいたため、控えセッターとしての出場が多かったが、1999年欧州選手権、ワールドリーグにも出場した。

## 人物
- 弟はヴラド・ペトコビッチ。

## 球歴
- オリンピック - 2000年（金メダル）
- 世界選手権 - 1998年（銀メダル）
- ワールドリーグ - 2002年（3位）、1997年、1998年、2000年、2001年
- 欧州選手権 - 1999年（3位）

## 所属クラブ
- ヴォイヴォディナ・ノヴィサド （ -2001年）
- ACオレスティス （2001-2002年）
- エルデミルスポル・エレーリ （2002-2003年）
- EAパトラ （2004-2005年）
- イスクラ・オジンツォボ （2005-2006年）
- オリンピアコス （2006-2007年）
- トゥールコワン・リール・メトロポールVB（2007-2008年）
- MEF Okulları Istanbul（2008-2009年）
- ACHバレー（2009-2010年）
- OK Budvanska Rivijera（2010-2012年）
- OKヴォイヴォディナ・ノヴィサド（2012-2015年）
- KS Espadon Szczecin（2016-2017年）
- Dunav Volley（2019-2021年）